# Орден «Красное Знамя» (НРБ)
«Красное Знамя» (болг. «Червено Знаме») — орден Народной Республики Болгария. Учреждён 13 декабря 1950 г. и был первым болгарским военным орденом после 9 сентября 1944 г. Им награждались военнослужащие за проявленные храбрость самоотверженность и героизм в военное время. Орденом также награждались части и подразделения Болгарской армии, в военное время — «за особенные отличие в борьбе против врагов», а в мирное время — «за особенные заслуги в укреплении оборонительной мощи и безопасности НРБ». Орденом также награждались военнослужащие иностранных государств, участвовавшие в вооруженных действиях против общего врага.
Первым кавалером ордена 10 марта 1951 г. стал старший лейтенант Н.Иванов.
Автор проекта ордена и гравер — О.Одабашян, орден изготавливался на Государственном монетном дворе.

## Описание
Знак ордена имеет овальную форму и размеры 43×34 мм. Слева и справа расположены лавровые ветви, соединенные внизу лентой белой эмали с надписью «НРБ». Вверху ветви соединены пятиконечной звездочкой. Между ветвями расположено развевающееся знамя красной эмали с надписью «ЗА СОЦИАЛИСТИЧЕСКА РОДИНА». На фоне знамени и синего поля — фигура солдата с винтовкой наперевес.
Орден носился на левой стороне груди на пятиугольной колодке, обтянутой красной лентой с национальным триколором посередине. Красная полоска триколора отделена от фона узкой белой полоской.